# Desafío Marlboro de la CART
El Desafío Marlboro de la CART (en inglés: Marlboro Challenge) es una carrera de estrellas que la categoría norteamericana de monoplazas CART disputó desde 1987 hasta 1992, con patrocinio de la marca de cigarrillos Marlboro. Como carrera no puntuable, sus victorias no cuentan para el registro oficial de estadísticas de la categoría.
En la edición inaugural del Desafío Marlboro se seleccionaron doce pilotos, pero largaron solamente diez. En las demás ediciones hubo diez participantes. Los elegidos eran quienes consiguieron victorias y pole positions desde el último Desafío Marlboro, el campeón defensor de la CART y el vencedor de las 500 Millas de Indianápolis del año anterior. Los demás cupos se llenaban según la tabla de posiciones  de la temporada en curso.
Cuatro de las ediciones del Desafío Marlboro, las disputadas en el circuito callejero de Miami y en el autódromo de Laguna Seca, tuvieron lugar el día anterior a la carrera final de la temporada. En cambio, las dos que se celebraron en el óvalo de Nazareth se corrieron dos semanas antes de la fecha de cierre. Las disputadas en Miami tuvieron una duración de 75 millas (120 km) y las demás 100 millas (160 km), es decir cerca de la mitad de las carreras habituales.
El vencedor de cada edición del Desafío Marlboro recibió como premio aproximadamente 250.000 dólares estadounidenses. Desde 1988 hasta 1991, Marlboro organizó además el Millón Marlboto, un monitorneo que ofrecía 1 millón de dólares estadounidenses al piloto que ganara las carreras de Meadowlands, Michigan y el Desafío Marlboro, todas ellas con auspicio titular de la tabacalera. El esquema era similar al Millón Winston, que la marca rival Winston ofrecía a pilotos de la Copa NASCAR. Ningún piloto se llevó el premio; de hecho, ningún piloto ganó dos de tres en un mismo año.

## IndyCar en el Thermal Club
El 23 de marzo del 2024, un inesperado revival al evento se llevó a cabo en el circuito Thermal Club de California, bajo el nombre de "$1 Million Challenge" sin embargo, para 2025, dicha competencia pasó a ser puntuable perdiendo el statu-quo de carrera estelar, y pasó a ser competencia regular de la temporada de IndyCar en adelante.

## Ganadores
El único piloto que ganó dos veces el Desafío Marlboro fue Michael Andretti. También fue el único que ganó el Desafío Marlboro y la fecha puntuable al día siguiente, lo que logró en Laguna Seca 1991. Quienes subieron a más podios fueron Emerson Fittipaldi con cuatro y Michael Andretti con tres.
| Año  | Circuito    | Piloto             | Automóvil        | Equipo      |
| ---- | ----------- | ------------------ | ---------------- | ----------- |
| 1987 | Miami       | Bobby Rahal        | Lola Cosworth    | Truesports  |
| 1988 | Miami       | Michael Andretti   | Lola Cosworth    | Kraco       |
| 1989 | Laguna Seca | Al Unser Jr.       | Lola Chevrolet   | Galles      |
| 1990 | Nazareth    | Rick Mears         | Penske Chevrolet | Penske      |
| 1991 | Laguna Seca | Michael Andretti   | Lola Chevrolet   | Newman/Haas |
| 1992 | Nazareth    | Emerson Fittipaldi | Penske Chevrolet | Penske      |